# Maicon Santos
Maicon Dos Santos Corrêa (Paracambi, Brasil, 18 de abril de 1984) es un futbolista brasileño. Actualmente no tiene club

## Clubes
| Club         | País           | Año       |
| ------------ | -------------- | --------- |
| Chivas USA   | Estados Unidos | 2009-2010 |
| Toronto FC   | Canadá         | 2010-2011 |
| FC Dallas    | Estados Unidos | 2011      |
| D.C. United  | Estados Unidos | 2012      |
| Chicago Fire | Estados Unidos | 2013      |
| Puebla FC    | México         | 2014      |

## Palmarés

### Campeonatos nacionales
| Título                          | Club            | País   | Año  |
| ------------------------------- | --------------- | ------ | ---- |
| Championnat de Ligue            | Étoile du Sahel | Túnez  | 2007 |
| Campeonato Canadiense de Fútbol | Toronto FC      | Canadá | 2011 |

### Copas internacionales
| Título                       | Club            | País  | Año  |
| ---------------------------- | --------------- | ----- | ---- |
| Copa Confederación de la CAF | Étoile du Sahel | Túnez | 2006 |

### Distinciones individuales
| Distinción                            | Año  |
| ------------------------------------- | ---- |
| Bota de Oro del Campeonato Canadiense | 2011 |